# Cassandra
För andra betydelser, se Cassandra (olika betydelser).

Kassandra

Cassandra (eller Kassandra) är ett kvinnonamn med grekiskt ursprung, troligtvis bildat av 'kekasmai' (skina, glänsa) och 'aner' (människa).
Den 31 december 2014 fanns det totalt 3 048 kvinnor folkbokförda i Sverige med namnet Cassandra eller Kassandra, varav 2 154 bar det som tilltalsnamn.
I Sverige saknas namnsdag för namnet. I den finlandssvenska namnsdagslängden har Cassandra namnsdag 4 november sedan 2015.

## Personer med namnet Cassandra eller Kassandra
- Cassandra Clare, amerikansk författare
- Cassandra Harris, australisk-amerikansk skådespelare
- Cassandra Peterson, amerikansk skådespelare
- Cassandra Willoughby, brittisk författare
- Cassandra Wilson, amerikansk sångerska